# Championnats du monde de course en ligne de canoë-kayak de 1948
Navigation
Édition précédente Édition suivante
Les deuxièmes championnats du monde de course en ligne de canoë-kayak se sont déroulés à Londres (Angleterre) en 1948.

## Podiums

### Hommes kayak
| Epreuve             | Or                                                                      | Temps | Argent                                                              | Temps | Bronze                                                             | Temps |
| K-1 500 m           | Gert Fredriksson (SWE)                                                  |       | Lars Glasser (SWE)                                                  |       | Poul Agger (DEN)                                                   |       |
| K-1 4 x 500 m relay | Suède Lars Glasser Lars Helsvik Lennart Klingström Gert Fredriksson     |       | Norvège Ivar Mathisen Iver Iversen Hans Gulbrandsen Eivind Skabo    |       | Danemark Bernhard Jensen Poul Agger Ejvind Hansen Johan Andersen   |       |
| K-2 500 m           | Finlande Thor Axelsson Nils Björklöf                                    |       | Danemark Alfred Christensen Finn Rasmussen                          |       | Danemark Bernhard Jensen Ejvind Hansen                             |       |
| K-4 1000 m          | Suède Hans Berglund Lennart Klingström Gunnar Akerlund Hans Wetterström |       | Autriche Herbert Klepp Paul Fehlinger Walter Piemann Albert Umgeher |       | Tchécoslovaquie Ludvik Klima Karel Lomecky Ota Krouthil Milos Pech |       |

### Femmes kayak
| Epreuve   | Or                                 | Temps | Argent                                           | Temps | Bronze                                     | Temps |
| K-2 500 m | Danemark Karen Hoff Bodil Svendsen |       | Tchécoslovaquie Marta Kohoutová Ruzena Kostalová |       | Autriche Fritzi Schwingl Gertrude Liebhart |       |

## Tableau des médailles
| Rang  | Nation          | Or | Argent | Bronze | Total |
| ----- | --------------- | -- | ------ | ------ | ----- |
| 1     | Suède           | 3  | 1      | 0      | 4     |
| 2     | Danemark        | 1  | 1      | 3      | 5     |
| 3     | Finlande        | 1  | 0      | 0      | 1     |
| 4     | Autriche        | 0  | 1      | 1      | 2     |
| 5     | Tchécoslovaquie | 0  | 1      | 1      | 2     |
| 6     | Norvège         | 0  | 1      | 0      | 1     |
| Total | Total           | 5  | 5      | 5      | 15    |